# Monster Movie
A Monster Movie az Odaát című televíziós sorozat negyedik évadjának ötödik epizódja.

## Cselekmény
Dean és Sam Canonsburg városába érkezik, ahol éppen Oktoberfest van. A két fiú érkezésének oka pedig nem más, mint egy vámpír által elkövetett gyilkosság.
A fivérek először Ed Brewert, az egyetlen szemtanút kérdezik ki, aki elmondása szerint látta a gyilkosságot elkövető vámpírt, aki teljesen úgy nézett ki, mint Drakula. Mialatt nyomoznak, Dean megismerkedik egy pincérnővel, Jamie-vel, és egy randit kér tőle.
Időközben a város környékén két újabb gyilkosság történik: egy fiút szétmarcangol egy vérfarkas, egy biztonsági őrt pedig megöl egy múmia. Winchesterék az esetek után teljesen tanácstalanná válnak.
Eljön a randevú ideje, ám mikor Dean találkozik Jamie-vel, meglepő dolog fogadja: a horrofilmek főgonosza, Drakula a filmhez hasonlóan megpróbálja elrabolni a lányt, őt pedig megpróbálja megölni. Deannek végül sikerül elriasztania a vámpírt, ám a dulakodás során a lény füle a fiú kezében marad.  A bőr megvizsgálása után kiderül: a halálesetek mögött egy alakváltó áll, aki nagyon szereti a horrorfilmeket.
Míg Dean a kocsmában vigyáz Jamie-re, Sam meglátogatja a moziban dolgozó Ed Brewert, mert valószínűleg ő az alakváltó, ám később kiderül, hogy tévedett. Ez idő alatt a kocsmában kiderül, hogy a keresett lény Jamie munkatársa, Lucy, aki ezután elkábítja a két fiatalt, majd a háza pincéjében berendezett "kastélyba" viszi őket.
Sam visszatér a kocsmába, ahol azonban már csak nyomokat talál, melyek alapján eljut a házhoz, melyben bátyját és Jamie-t fogva tartják. Mialatt kiszabadítja bátyját, az ismét Drakula bőrébe bújt lény elmeséli Jamie-nek, hogy valaha ő is emberszerű volt, ám különös képessége miatt az emberek félni kezdtek tőle, így megpróbálták megölni.
A fivérek is betoppannak a helységbe, és szembeszállnak az alakváltóval, ám az felülkerekedik rajtuk. A lényt végül maga Jamie lövi le -ezüst töltényes pisztollyal-, aki ezután igazi filmhősként búcsúzik el a világtól, majd hal meg.
A történtek után Jamie köszönetet mond a fivéreknek, akik ezután a régi szép időkhöz hasonlóan tovább indulnak, hogy természetfeletti lényekre vadásszanak… 

## Természetfeletti lények

### Alakváltó
Az alakváltó egy félig ember, félig állat-szerű teremtményt, mely képes állat, de legfőképpen emberi testet változtatni, pontosan felvenni az adott személy külsejét, beszédstílusát és mozdulatait. 
Csatornákban él, ahol általában átalakul, és ide hozza le áldozatait, melyeken napokig is elél. Kinézete hasonlít a mitológiabeli farkasemberéhez, mely valójában eme teremtményen alapszik, szeme a kamerában pedig ismeretlen okból világít.
Az alakváltó először felveszi áldozata külsejét, majd megöli azt. Ez a fajta teremtmény valószínűleg egykor emberi lényként született, ám az evolúció során megtanulta külsejét változtatni.

## Időpontok és helyszínek
- 2008. októbere – Canonsburg, Pennsylvania

## Zenék
- Johann Sebastian Bach – Toccata and Fugue in D minor

## Külső hivatkozások
- Supernatural-Monster Movie az Internet Movie Database oldalon (angolul)